# Stickle Ghyll
Der Stickle Ghyll ist ein Wasserlauf im Lake District, Cumbria, England.
Der Stickle Ghyll entsteht als Abfluss des Stickle Tarn am nördlichen Rand des Great Langdale Tals. Er fließt in südlicher Richtung bis zu seiner Mündung in den Great Langdale Beck.